# Tiuliupta
Tiuliupta (en rus: Тюлюпта) és un poble del krai de Krasnoiarsk, a Rússia, que en el cens del 2010 tenia un habitant. Pertany al districte de Balakhtà.